# 小川博司 (技術者)
小川 博司（おがわ ひろし）は、日本の技術者。元ソニー株式会社主幹研究員、サルーステック株式会社代表取締役。

## 略歴
1975年にソニー入社後、中島平太郎のもと、コンパクトディスク（CD、現在のCD-DA）開発に携わり、共同開発社のフィリップスへソニーを代表して派遣された。
CD-Rの開発では中心となり、Mr. CD-Rと呼ばれた。また、1999年よりBlu-ray Discの開発も主導した。ソニー株式会社ホームエレクトロニクスネットワークカンパニー ホームエレクトロニクス開発本部オプティカル開発部門副部門長を経て、2006年より主幹研究員。退職後はサルーステック代表取締役となった。

### 受賞歴
- 2003年、第1回中島平太郎賞（CDs21ソリューションズ主催）－ CD-Rへの貢献により

## 著書
- 『図解 コンパクトディスク読本』（中島平太郎との共著、1982年第1版、オーム社、ISBN 4274029654）
- 『図解 ブルーレイディスク読本』（田中伸一との共著、2006年、オーム社、ISBN 4274203417）

なお、著者が「小川博司」となっている書籍の中には音楽社会学者の小川博司によるものがあるので注意。